# Irazú
Irazú är en aktiv stratovulkan i Costa Rica, 20 km nordost om staden Cartago. Vulkanen är (2006) 3432 meter hög och har en oregelbunden konisk form. Det är den högsta aktiva vulkanen i Costa Rica och ses med lätthet från huvudstaden San José de dagar berget inte är inhöljt i dimmoln.

## Namnet
Vid vulkanbergets fot fanns 1569 ett indiansamhälle som hette Istarú, från vilket vulkanen lär ha fått sitt namn. Det är dock möjligt att ordet är baskiskt eftersom irazú i det språket betyder "ormbunksplatsen" och det högt belägna vulkansidorna är ofta övervuxna med ormbunkar. Namnet är dock inte belagt förrän 1600-talet; tidigare hette vulkanen helt enkelt Cartagos vulkan.

## Aktivitet
Irazú har haft många utbrott i modern tid - åtminstone 23 gånger sedan det första registrerade utbrottet 1723. Det senaste utbrottet började 1963 och fortsatte till 1965. Utbrottet började samma dag som president John F. Kennedy var på statsbesök i Costa Rica, och täckte huvudstaden San José och stora delar av det centrala höglandet med aska.
Sedan 1963 års utbrott har vulkanen varit inaktiv, men de ofta förekommande jordbävningarna tyder på att magman fortfarande rör sig under berget. Bergets topp har flera kratrar, en av vilka är en grön sjö med varierande djup. 